# 岡本高英
岡本 高英（おかもと こうえい、1972年（昭和47年）1月27日 - ）は、日本の俳優、演出家。声優、演技トレーナーとしても活動。日本新劇俳優協会会員。

## 来歴
和歌山県和歌山市出身。和歌山県立桐蔭高等学校、早稲田大学第1文学部英文学科卒業。大学在学中は速記部の部長を務める。文学座演劇研究所研究科卒業。円演劇研究所専攻科卒業。2016年、和歌山市観光協会が県外在住で和歌山市にゆかりのある様々な分野の人々に委嘱する「和歌山市観光発信人」に任命された。2017年、南方熊楠生誕150周年を記念し、和歌山市主催の演劇公演「熊楠と孫文―熊楠が孫文に伝えた世界」（竹内一郎作、演出）で主演。

## 出演

### テレビ
- 土曜ドラマ　一日三回食後に服用　よひんびん物語（NHK）看護師役
- 土曜ドラマ　おごるな上司！（NHK BS2）村上秘書役
- 正月時代劇風光る剣（NHK　藤沢周平原作）浪人役
- 大河ドラマ 篤姫　（NHK）伊藤博文役

### CM
- TOYOTAカローラウェブサイト「新しい尺度。」
- テレホンメガネ
- 日立VP

### ラジオ
ラジオドラマ「たそがれラビリンス」TBSラジオ

### 出演舞台
- フラッシュ・ワン「雨情」野口雨情役　シアターV赤坂
- オフィス・ワンダーランド「不死鳥の落胤」　東京芸術劇場
- Four Crows「革命の林檎」　「劇」小劇場
- ナマイキコゾウ「約三十の嘘」　サンモールスタジオ
- プロデュースS NY公演　ニューヨーク　Chino Theater
- 遊戯空間「夜叉ヶ池」　銀座みゆき館劇場
- 遊戯空間「天守物語」　銀座みゆき館劇場
- はーとふる・はんど「あたらしい風をあなたに」　三越劇場
- オフィス・ワンダーランド「OKINAWA1972」　紀伊国屋ホール
- ステップス・ミュージカル「boys be …」　昭和音楽大
- ステップス・ミュージカル「ヴェローナ物語」　紀伊国屋サザンシアター
- 遊戯空間「怪談牡丹燈籠」　銀座みゆき館劇場
- 日本演出家協会選抜「絵本太功記」　岐阜県中津川　常磐座
- 遊戯空間「真景累ヶ淵」　築地本願寺ブディストホール
- オフィス・ワンダーランド「からくり儀右衛門」　紀伊国屋ホール
- 遊戯空間「詩×劇　つぶやきと叫び」　座・高円寺2
- 好村俊子プロデュース「弱法師」「卒塔婆小町」(三島由紀夫作)　近江楽堂
- タイプス「12人の怒れる男」　シアター風姿花伝
- オフィス・ワンダーランド「プルシアンブルー」　サンモールスタジオ
- オフィス・ワンダーランド「日本アニメ、夜明け前」　紀伊国屋ホール
- タイプス「ウィンザーの陽気な女房たち」　シアターΧ
- オフィス・ワンダーランド「アチャラカ　昭和の喜劇人・古川ロッパ、ハリキる」　紀伊国屋ホール
- ナマイキコゾウ「と、名のる男」　「劇」小劇場
- ナマイキコゾウ「バスに乗る天使たち」　「劇」小劇場
- タイプス「シャンブル・マンダリン」　座・高円寺2
- ラヴィニア「不思議の国のアリスの帽子屋さんのお茶の会」(別役実作)　ウッディシアター中目黒
- オフィス・ワンダーランド「アレクサンドル昇天－青木繁・神話の棲み処」(竹内一郎作)青木繁役　紀伊国屋ホール
- オフィスワンダーランド「奇妙なり　岡本一平とかの子の数奇な航海」(竹内一郎作) 岡本一平役　紀伊国屋ホール
- GHファクトリー「す、天天！朝日通り」　シアターモリエール
- 和歌山市主催「熊楠と孫文―熊楠が孫文に伝えた世界」（竹内一郎作、演出）南方熊楠役　和歌山市民会館

### 演出
- 東俊樹作「トマトのいろは」　劇場MOMO
- オフィス・ワンダーランド「プルシアンブルー」　サンモールスタジオ
- サンプレイス「卒塔婆小町」(三島由紀夫作)主演・演出